# Райли, Джеймс Фрэнсис
Джеймс Фрэ́нсис II Ра́йли (англ. James Francis II Reilly JR.; род. 1954) — астронавт НАСА. Совершил три космических полёта на шаттлах: STS-89 (1998, «Индевор»), STS-104 (2001, «Атлантис») и STS-117 (2007, «Атлантис»), геолог.

## Личные данные и образование

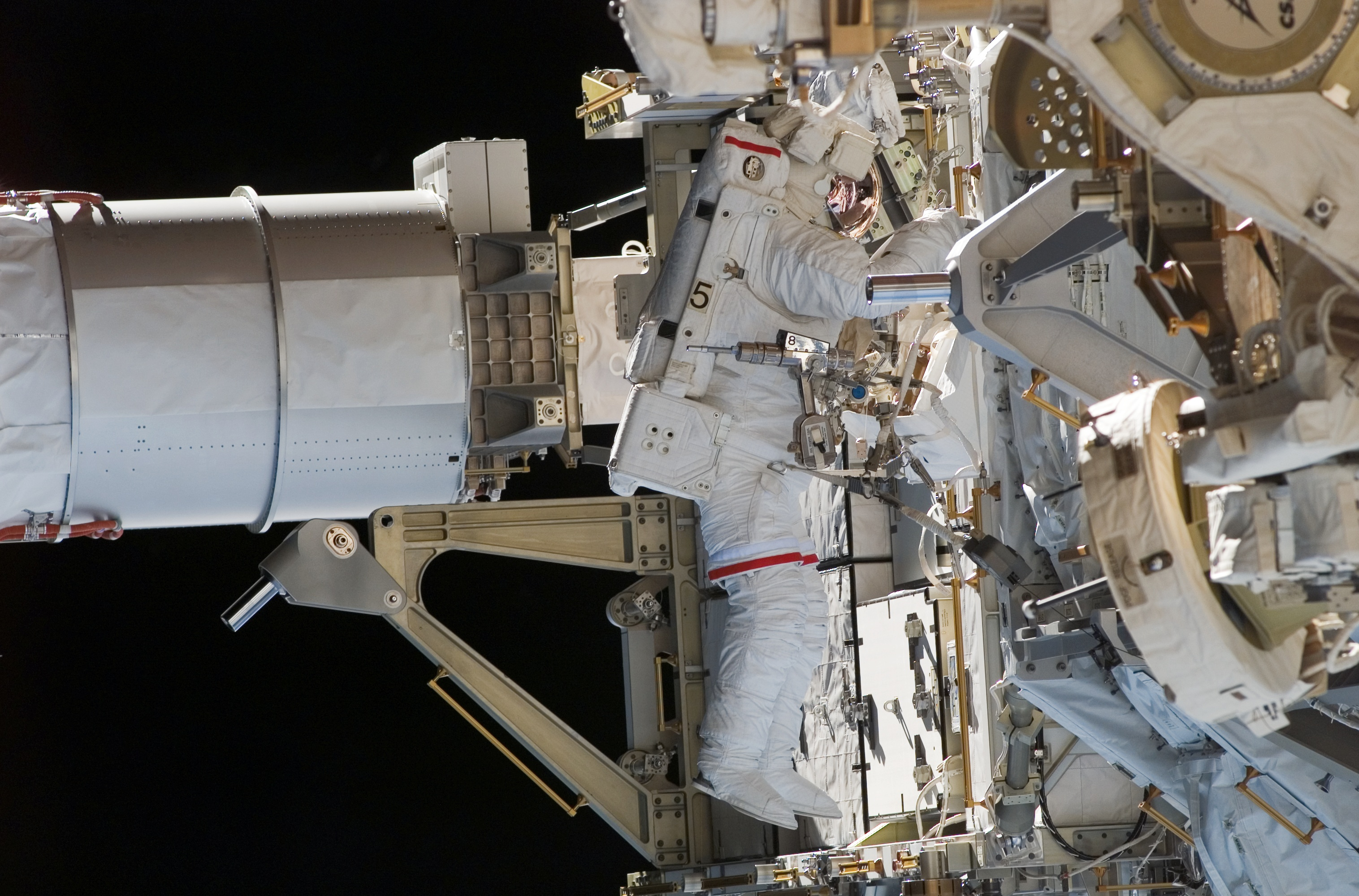
STS-117: Райли в открытом космосе.

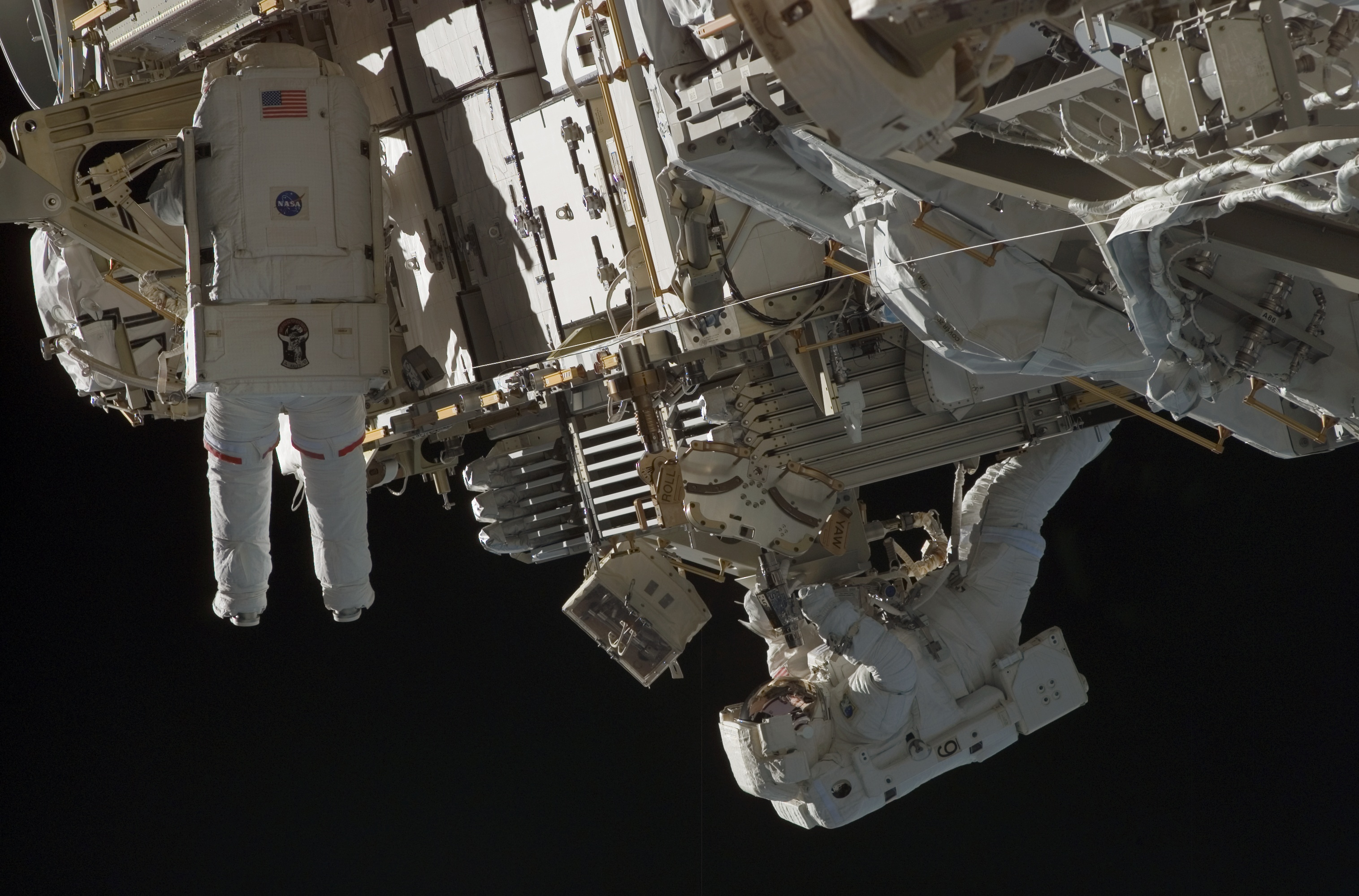
STS-117: Райли (слева) в открытом космосе.

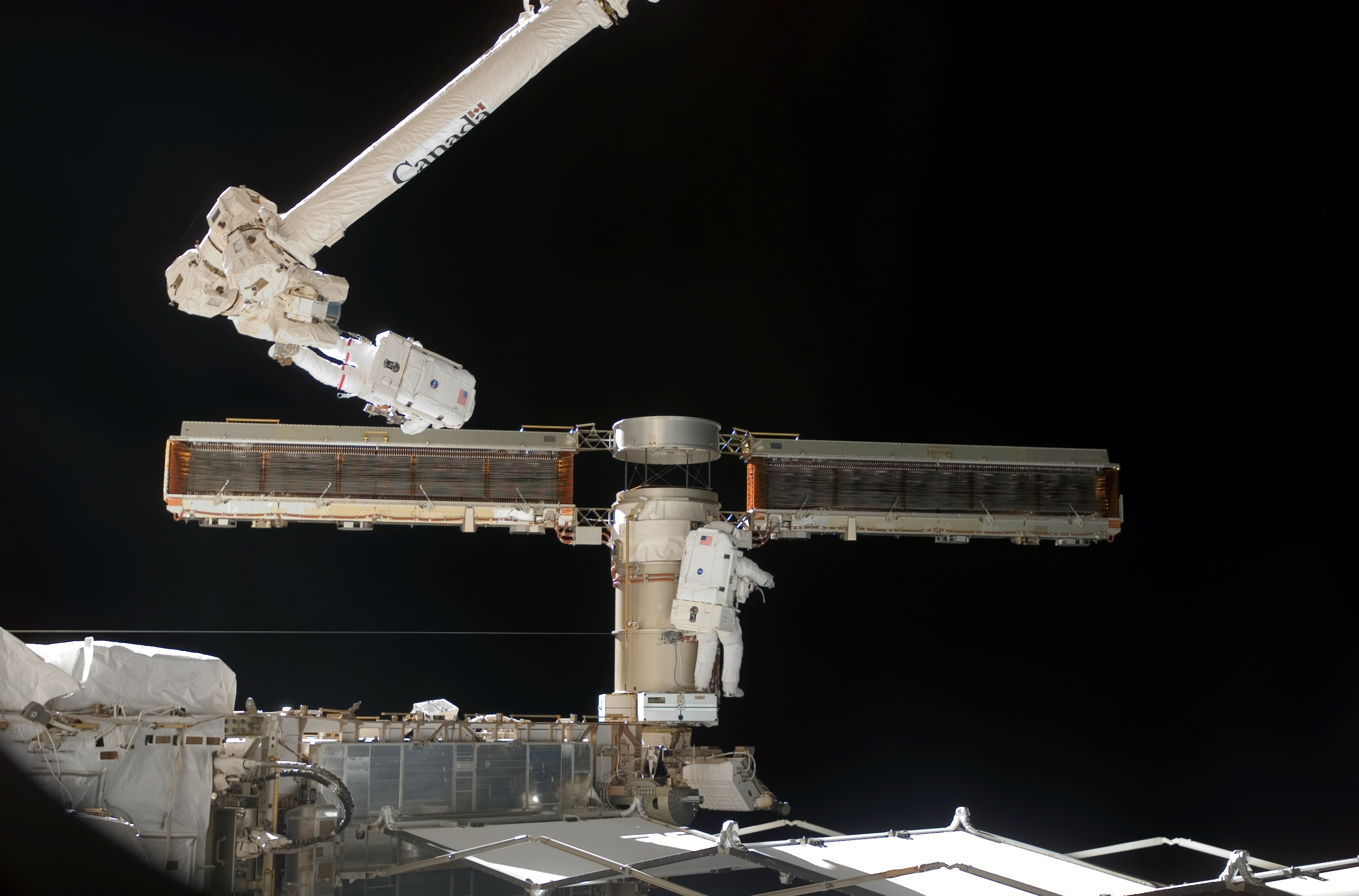
STS-117: Райли (слева) в открытом космосе.

Джеймс Райли родился 18 марта 1954 года на Авиабазе Маунтэйн-Хоум, штат Айдахо. Но своими родными считает город Даллас, штат Техас, где в 1972 году окончил среднюю школу. В Техасском Университете, в области геологии, в 1977 году получил степень бакалавра наук, а в 1987 году получил степень магистра. В 1995 году в том же университете получил степень Ph. D..
Женат на Йо Энн Стренч, она из Далласа, штат Техас, у них трое детей. Он любит полёты, катание на лыжах, фотографию, бег, футбол, охоту и рыбалку. Его отец, Джеймс Райли, проживает в Далласе, штат Техас. Его мать, Билли Н. Рейтер, проживает в городе Тайлер, штат Техас. Её родители, Роберт и Милдред Стренч, проживают в Далласе, штат Техас..

## До НАСА
После получения степени бакалавра в 1977 году, Рейли поступил в аспирантуру и был выбран для участия в качестве ученого-исследователя, специализирующегося на стабильных изотопах, для геохронологии, в рамках научной экспедиции 1977—1978 годов на Землю Мэри Бёрд, Западная Антарктида. В 1979 году он работал в качестве геолога-изыскателя в фирме «Santa Fe Minerals Inc.», Даллас, штат Техас. С 1980 года Райли занимался разведкой нефти и газа, дослужился до должности главного геолога оффшорной области. Он имеет опыт работы в разведке и эксплуатации как в международных, так и во внутренних регионах, прежде всего в глубоководных районах Мексиканского залива. Одновременно с обязанностями геолога разведки, он принимал активное участие в применении новых технологий для промышленного применения инженерных проектов на большой глубине и биологических исследований. В рамках совместного проекта «Харборского отделения Океанографического института» и ВМС США, Райли провёл почти 22 дня в глубоководном аппарате. В 1987 году Райли закончил свою диссертацию и получил степень магистра наук в области геологии. В 1995 году получил степень Ph. D...

## Подготовка к космическим полётам
В декабре 1994 года был зачислен в отряд НАСА в составе пятнадцатого набора, кандидатом в астронавты. С марта 1995 года стал проходить обучение по курсу Общекосмической подготовки (ОКП). По окончании курса, в мае 1996 года получил квалификацию «специалиста полёта» и назначение в Офис астронавтов НАСА. Занимался отладкой программного обеспечения в Отделе Управления по поддержке строительства орбитальной станции «Мир».

## Полёты в космос
- Первый полёт — STS-89[3], шаттл «Индевор». C 23 по 31 января 1998 года в качестве «специалиста полёта». В программу полёта входила восьмая по счёту стыковка шаттла с российской орбитальной станцией «Мир», доставка и возвращение грузов, ротация астронавтов на станции[4]. Работа на борту станции "Мир" проводилась под Знаменем Мира в рамках Международного общественного научно-просветительского космического проекта «Знамя Мира». Астронавты благополучно приземлились на авиабазе Эдвардс. Продолжительность полёта составила 8 суток 19 часов 48 минут[5].
- Второй полёт — STS-104[6], шаттл «Атлантис». C 12 по 25 июля 2001 года в качестве «специалиста полёта». Основной задачей STS-104 была доставка на станцию (10-й полёт шаттла к МКС[7]) шлюзового модуля «Квест» и различные грузы (расходуемые материалы, запас воды, научное оборудование). Во время полёта STS-104 было осуществлено три выхода в открытый космос. Все три совершены астронавтами Майклом Гернхардтом и Джеймсом Райли[8]. 15 июля c 3:10 до 9:09 (UTC), длительность 5 часов 59 минут. Перенос (с помощью манипулятора Канадарм2) и установка шлюзовой камеры «Квест» на стыковочный узел модуля «Юнити». 18 июля c 3:04 (старт планировался на 02:09, но из-за сбоя компьютерной системы на американском сегменте (отказ жёсткого диска основного управляющего компьютера C&C № 3) в 22:45 17 июля, был начат позднее до 9:33 (UTC), длительность 6 часов 29 минут. Установка на шлюзовую камеру трёх газовых баллонов. 21 июля c 4:35 до 8:37 (UTC), длительность 4 часа 2 минуты. Установка последнего (четвёртого) баллона, проверка. Продолжительность полёта составила 12 суток 18 часов 35 минут[9].

- Третий полёт — STS-117[10], шаттл «Атлантис». C 8 по 22 июня 2007 года в качестве «специалиста полёта». Цель полёта — продолжение строительства Международной космической станции и частичная замена экипажа МКС. Доставка и монтаж сегментов ферменной конструкции S3/S4. Демонтаж временных панелей солнечных батарей и развёртывание нового комплекта солнечных батарей, которые обеспечат 25 % энергии для МКС. Во время полёта Райли выполнил два выхода в открытый космос: 11 июня 2007 года — продолжительностью 6 часов 15 минут. Во время выхода в космос астронавты Джеймс Рейли и Джон Оливас скрепили сегмент S3/S4 с сегментом S1, подсоединили силовые и информационные кабели, сняли транспортные крепления и фиксаторы с поворотного устройства солнечных батарей вновь установленного сегмента S3/S4, подготовили панели солнечных батарей сегмента S3/S4 к развертыванию. 15 июня 2007 года — продолжительностью 7 часов 58 минут. Джеймс Райли установил отвод для водорода на внешней поверхности американского модуля «Дестини». Через этот отвод будет выводиться водород, вырабатываемый новым генератором кислорода. Для выполнения второго задания, астронавты переместились к сегменту Р6 ферменной конструкции станции. Рейли и Оливас контролировали процесс сворачивания панелей солнечных батарей сегмента Р6, и, в случае необходимости, вмешивались в этот процесс и, с помощью специальных инструментов, подправляли заклинивающиеся секции солнечных батарей. Продолжительность полёта составила 13 суток 20 часов 12 минут[11].

Общая продолжительность внекорабельной деятельности (ВКД) за 5 выходов — 30 часов 43 минуты. Общая продолжительность полётов в космос — 35 дней 10 часов 35 минут.

## После полётов
В мае 2008 года ушёл из отряда астронавтов и из НАСА. Стал работать вице-президентом по научно-исследовательской работе в корпорации «Photo Stencil Corporation» в городе Колорадо-Спрингс, штат Колорадо.
В январе 2018 года президент США Дональд Трамп назначил Райли на должность директора Геологической службы США. Эта номинация была подтверждена Сенатом США в апреле 2018 года.

## Награды и премии
Награждён: Медаль «За космический полёт» (1998, 2001 и 2007) и многие другие.